# Scarlat Callimachi
Scarlat Callimachi (n. 1773, Constantinopol, Imperiul Otoman – d. 12/24 decembrie 1821, Bolu, Imperiul Otoman) a fost domnul Moldovei în perioadele 24 august 1806 - 26 octombrie 1806, 4 august 1807 - 13 iunie 1810 și 17 septembrie 1812 - iunie 1819 și al Țării Românești între februarie - iunie 1821. 

## Domnii
A fost fiul lui Alexandru Callimachi și avea o fire liniștită. Luând parte la războiul dintre turci și ruși, este prins de aceștia din urmă în 1810 și dus la Harcov în Rusia. După doi ani de captivitate se întoarce și își reocupă tronul în 1812. S-a străduit să reorganizeze administrația, să restabilească ordinea și să ușureze situația poporului împovărat de greutăți. A adoptat cea mai bună legislație avută până la el. Îi scutește pe boieri de dări și le dă și un număr de oameni (poslușnici). A luat măsuri împotriva ciumei, se îngrijește de podurile de lemn, introduce cartofii în Moldova și sprijină școala lui Asachi.
A fost mazilit pentru că era considerat omul rușilor. Scarlat a fost dus la Constantinopol, unde a scăpat de execuție numai datorită nebuniei care l-a lovit. A fost numit apoi domn în Țara Românească în 1821, dar nu a apucat să domnească, din cauza izbucnirii revoluției lui Tudor Vladimirescu. A murit otrăvit în același an, pentru că era bănuit că este de partea revoluției grecești.